# Karl Heinrich Ulrichs
Karl Heinrich Ulrichs (28. srpna 1825 Westerfeld, dnes čtvrť Kirchdorf města Aurich (Východní Frísko) – 14. července 1895 L'Aquila) byl německý právník, novinář, vydavatel, spisovatel, průkopník sexuologie a jeden z prvních známých průkopníků právní rovnosti homosexuálů. Byl také novolatinským spisovatelem a básníkem.
Ulrichs bádal a publikoval o lásce osob stejného pohlaví, kterou nazýval „uranismus“, a propagoval možnost manželství mezi dvěma muži, které nazýval „uranickým manželstvím“. Novotvar „homosexuál“ v té době neexistoval. Veřejně a sebevědomě také přiznával své sklony, což bylo v té době neslýchané a ne bez nebezpečí kvůli hrozbě trestního stíhání. Volkmar Sigusch ho označil za „prvního homosexuála světové historie“.
V projevu na sjezdu německých právníků v Mnichově v roce 1867 veřejně poprvé vyzval k tomu, aby pohlavní styk osob stejného pohlaví byl beztrestný, protože vychází z jejich přirozené dispozice. To vedlo k bouřlivým scénám v publiku a řeč musela být předčasně ukončena. Ulrichs je považován za raného průkopníka dnešního LGBT hnutí, ale během svého života zůstal outsiderem. Namísto požadované liberalizace musel zažít rostoucí represi státu proti homosexuálům po založení Německé říše v roce 1871, a proto v roce 1880 odešel zklamaný do exilu do Itálie. Po jeho smrti byla část jeho vědeckých teorií o sexualitě přijata jinými průkopníky v oblasti sexuologie, jako byl Magnus Hirschfeld. Ulrichs byl z velké části zapomenut více než 100 let, dnes jeho práce a jeho osoba získávají stále větší uznání v sexuologii a LGBT hnutí.